# Annona jahnii
Annona jahnii Saff. – gatunek rośliny z rodziny flaszowcowatych (Annonaceae Juss.). Występuje naturalnie w Kolumbii, Wenezueli oraz Brazylii (w stanie Roraima). 

## Morfologia
PokrójZrzucające liście drzewo lub krzew dorastające do 2,5–6 m wysokości. Kora ma brązową lub czarną barwę. Młode pędy są owłosione.
LiścieMają kształt od owalnego do odwrotnie owalnego. Mierzą 8–20 cm długości oraz 2,2–6 cm szerokości. Nasada liścia jest ostrokątna lub klinowa. Wierzchołek jest spiczasty.
OwoceTworzą owoc zbiorowy. Mają kształt od jajowatego do elipsoidalnego. Osiągają 3–5 mm długości oraz 2,5–3 mm średnicy. Są omszone i mają areole.

## Biologia i ekologia
Rośnie w częściowo zimozielonych lasach i na sawannach. Występuje na terenach nizinnych.